# Wood End (Bedfordshire)
Wood End – wieś w Anglii, w hrabstwie ceremonialnym Bedfordshire, w dystrykcie (unitary authority) Bedford. Leży 7 km na południowy zachód od centrum miasta Bedford i 73 km na północny zachód od centrum Londynu.